# Pertica Alta
Pertica Alta är en ort och kommun i provinsen Brescia i regionen Lombardiet i Italien. Kommunen hade 543 invånare (2018).